# Njamdaschiin Batsüren
Njamdaschiin Batsüren (mongolisch Нямдашийн Батсүрэн, englisch Nyamdashiin Batsüren, wiss. Transliteration Njamdašijn Batsürėn; * 21. Dezember 1945) ist ein ehemaliger mongolischer Boxer.

## Sport
Njamdaschiin Batsüren trat bei den Olympischen Sommerspielen 1972 in München an. Im Fliegengewichtsturnier schied er im Achtelfinale gegen den Südkoreaner Yu Jong-man aus.